# فهرست شهرهای استان سمنان

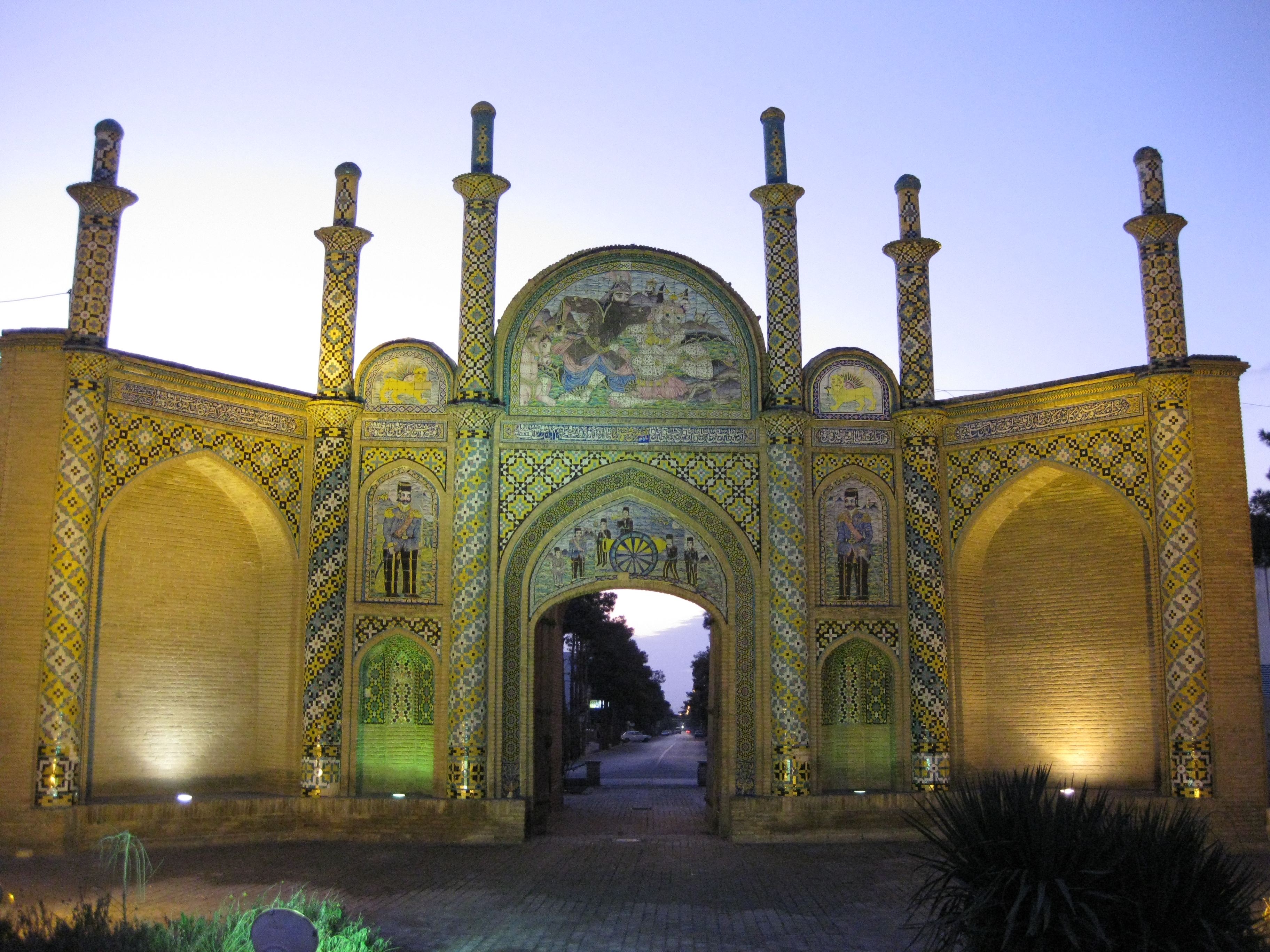
سمنان: پرجمعیت‌ترین شهر استان سمنان.

فهرست شهرهای استان سمنان برپایهٔ سرشماری سال‌های ۱۳۸۵، ۱۳۹۰ و ۱۳۹۵ خورشیدی:
| ردیف | نام شهر   | شهرستان | جمعیت (۱۳۸۵) | جمعیت (۱۳۹۰) | جمعیت (۱۳۹۵) | رتبه در شهرستان |
| ---- | --------- | ------- | ------------ | ------------ | ------------ | --------------- |
| ۱    | سمنان     | سمنان   | ۱۳۴٬۹۹۱      | ۱۵۰٬۶۸۰      | ۱۸۵٬۱۲۹      | ۱               |
| ۲    | شاهرود    | شاهرود  | ۱۲۲۳۷۹       | ۱۴۰٬۴۷۴      | ۱۵۰٬۱۲۹      | ۱               |
| ۳    | دامغان    | دامغان  | ۵۷٬۳۳۱       | ۵۸٬۷۷۰       | ۵۹٬۱۰۶       | ۱               |
| ۴    | گرمسار    | گرمسار  | ۳۸٬۸۹۱       | ۴۰٬۹۸۵       | ۴۸٬۶۷۲       | ۱               |
| ۵    | مهدی‌شهر   | مهدی‌شهر | ۲۰٬۵۸۱       | ۱۹٬۸۵۴       | ۲۴٬۴۸۵       | ۱               |
| ۶    | ایوانکی   | گرمسار  | ۱۰٬۳۹۶       | ۱۶٬۹۹۵       | ۱۲٬۴۶۲       | ۲               |
| ۷    | شهمیرزاد  | مهدی‌شهر | ۸٬۹۷۳        | ۹٬۶۸۳        | ۱۰٬۱۹۱       | ۲               |
| ۸    | سرخه      | سرخه    | ۹٬۰۶۲        | ۱۲٬۷۱۱       | ۹٬۹۵۱        | ۱               |
| ۹    | بسطام     | شاهرود  | ۷٬۳۸۲        | ۷٬۹۱۲        | ۸٬۶۰۹        | ۲               |
| ۱۰   | آرادان    | آرادان  | ۴٬۹۵۹        | ۵٬۶۲۶        | ۶٬۲۵۷        | ۱               |
| ۱۱   | مجن       | شاهرود  | ۵٬۵۲۶        | ۵٬۴۵۶        | ۵٬۹۳۲        | ۳               |
| ۱۲   | کلاته خیج | شاهرود  | ۵٬۳۳۵        | ۵٬۰۵۷        | ۵٬۶۵۱        | ۴               |
| ۱۳   | درجزین    | مهدی‌شهر | ۴٬۵۸۰        | ۵۳۶۴         | ۵٬۹۹۷        | ۳               |
| ۱۴   | دیباج     | دامغان  | ۴٬۵۰۴        | ۵٬۱۷۴        | ۵٬۶۴۷        | ۲               |
| ۱۵   | کلاته     | دامغان  | ۳٬۸۲۶        | ۴٬۱۴۶        | ۴٬۶۱۱        | ۳               |
| ۱۶   | میامی     | میامی   | ۴٬۰۵۷        | ۴٬۵۶۲        | ۴٬۵۶۶        | ۱               |
| ۱۷   | رودیان    | شاهرود  | ۳٬۲۹۵        | ۳٬۲۶۶        | ۳٬۷۷۰        | ۵               |
| ۱۸   | امیریه    | دامغان  | ۲٬۸۴۱        | ۳٬۴۰۲        | ۳٬۵۶۱        | ۴               |
| ۱۹   | بیارجمند  | شاهرود  | ۲٬۲۴۶        | ۲٬۴۴۱        | ۲٬۵۲۸        | ۶               |
| ۲۰   | کهن‌آباد   | آرادان  | ۱٬۶۳۰        | ۱٬۵۰۹        | ۱٬۱۹۲        | ۲               |
| ۲۱   | رضوان     | میامی   | -            | -            | ۱٬۵۹۱        | ۲               |